# Дітріх з Берну
Дітріх з Берну — герой германського циклу епічних переказів, які в своїй найдавнішій частині сягають переказів часів Великого переселення народів.
В основі сюжету переказів про Дітріха з Берну лежать перекази про сварку відомого короля остготів Теодоріха (475–526) з вождем германських найманців Одоакром (пом. 493). В подальшому процесі написання епосу менш популярне ім'я Одоакр (зафіксоване лише в найдавнішій формі епосу) замінюється на ім'я остготського короля Германаріх (пом. 375), який перетворюється на дядька та ворога Теодоріха-Дітріха; сам переказ входить до широкого кола переказів про Аттілу, при дворі якого Теодоріх-Дітріх проводить роки свого вигнання, й включає в себе низку широко розповсюджених мотивів героїчного епосу, — в тому числі давній мотив двобою батька з сином, який має паралелі в ірландських (Кухулін), перських (Рустам та Сухраб), давньогрецьких (Одіссей та Телегон), руських (Ілля Муромець та Сокольничек) героїчних переказах. В пізніших формах переказ про Дітріха з Берну контамінується й з циклом «Пісня про Нібелунгів».
Подальше оформлення епосу визначається соціальною середою його побутування: перекази про Дітріха з Берну рано стають надбанням шпільманської поезії, яка обслуговувала в значній мірі й селянство; за численними зазначеннями середньовічних хронік про Дітріха з Берну «співають та розповідають мужики». Звідси — своєрідний злам епосу, перетворення германського лицаря, лідера дружини на гнаного долею борця за знехтувані права, відданого заступника ображених, який віддає власне царство у відкуп за своїх лицарів та пішки іде у вигнання; звідси — обростання сюжету численними казковими мотивами, епізодами боротьби Дітріха з карликами та велетнями, мотивами, які ще донедавна побутували в німецькому селянському середовищі. Характерно, що в церковній традиції Дітріха з Берну як єретика живим забирає диявол (хроніки).
З епічних обробок циклу про Дітріха з Берну збереглися: «Пісня про Гільдебранда» (давній запис приб. 800, зроблений в монастирі Фульда двома особами на обгортці духовного кодексу; народна пісня XVI століття), «Втеча Дітріха» та «Битва при Равенні» (складені наприкінці XIII століття австрійським шпільманом Генріхом Фоґлєром), «Смерть Альпгарта» (північно-баварська обробка серії XIII століття), «Король Лаурін, або малий трояндовий сад», «Великий трояндовий сад», «Виїзд Екке», «Сіґенот» та «Вірґіналь» (які дійшли в численних переліках та лубкових виданнях пізнього середньовіччя).
З Саксонії переказ про Дітріха з Берну переходить й у скандинавські літератури; в першій половині XIII століття в Норвегії складається «Тідрьок-сага», яка об'єднує всі старі перекази та контамінує їх з «Піснею про Нібелунгів» та переказами інших циклів.
В період Тридцятирічної війни переказ про Дітріха з Берну помирає в Німеччині. На Фарерських островах наприкінці XIX століття побутували пісні-балади про Дітріха з Берну, останній відгомін героїчних балад (віс), народжених в Данії, Норвегії та на Фарерах сагою про Тідрьока.